# 丹尼尔·布罗丁
丹尼尔·布罗丁（瑞典語：Daniel Brodin，1990年2月9日—），瑞典男子冰球运动员，场上位置是前锋。他曾代表瑞典国家队参加2022年冬季奥林匹克运动会冰球比赛，获得第4名。
丹尼尔·布罗丁曾代表瑞典参加2010年世界青年锦标赛。他被多伦多枫叶队选中，后者在2010年NHL 选秀第五轮选中了他。

## 职业生涯
Brodin 参加了 2006 年的 TV-pucken，为 Stockholm Röd 效力。他打进了一球两分，但没能帮助球队晋级季后赛。他在 2006-07 赛季的剩余时间里都在 Almtuna IS' J20 球队打球。在接下来的赛季中，他转会到 Djurgårdens IF，在那里他大部分时间都在 Djurgården 的 J18 球队效力。
Brodin 在 2008-09 赛季被提升到J20球队。该队进入了季后赛，但在半决赛中被 Brynäs IF 击败。2009年2月12日，Brodin 作为额外球员加入了 Djurgården 的成年队，参加了客场对阵 Luleå HF 的比赛，但没有上场。2009 年 11 月 10 日，他在对阵 Modo Hockey 的比赛中完成了真正的 Elitserien 首秀，两天后的 11 月 12 日，他打进了他的第一分，助攻马库斯·克鲁格 （Marcus Krüger） 在对阵吕勒奥 HF 的比赛中打进了 2-2 的进球。布罗丁在对阵 Södertälje SK 的德比战中打进了2-1的进球2009 年11月14日。事实证明，这是制胜球，也是他在 Elitserien 的第一个进球。
布罗丁在 2010 年 NHL 选秀的第五轮被多伦多枫叶队选中。[5]Brodin 于 2011 年 3 月 4 日与 Djurgården 签订了为期两年的续约合同。
2019 年 5 月 3 日，Brodin 以一份价值 650,000 瑞士法郎的一年合同加盟国家联赛 （NL） 的 HC Fribourg-Gottéron。

## 国际比赛
2010 年世界青少年冰球锦标赛上，瑞典国家青年曲棍球队教练 Pär Mårts 将 Brodin 提名为瑞典队参加，[7]尽管当时他只参加了 9 场 Elitserien 比赛。
他在 2010 年的 Karjala 杯中取代了患有轻微脑震荡的 Niklas Nordgren。瑞典队在比赛中对阵芬兰队的最后一场比赛是布罗丹在成年国家队的第一场比赛。[9]他再次被征召为瑞典队参加 2010 年第一频道杯。

## 个人
2017 年 7 月，Brodin 与青梅竹马的 Emilia Appelqvist 结婚，Emilia Appelqvist 是 Djurgårdens IF DFF 和瑞典女子国家足球队的职业足球运动员。[11]2018 年 9 月，艾米莉亚生下了这对夫妇的第一个孩子，一个名叫米拉·艾达·布罗丁 （Mila Ida Brodin） 的女儿。